# Pyramiden (Roman)
Pyramiden (Originaltitel: Pyramids) ist ein Roman von Terry Pratchett. Es ist der siebte Scheibenwelt-Roman und der erste, mit dem er den British Science Fiction Association Award für fiktionale Literatur gewann. Pyramiden erschien 1989 und spielt eher in einer Sackgasse der Scheibenwelt, nämlich in Djelibeby, einem ziemlich wüsten Kleinstaat. Der Protagonist Pteppic ist eine der wenigen „Eintagsfliegen“ auf der Scheibenwelt. Er ist nur in diesem Werk präsent.

## Handlung
Der Pharaonensohn Pteppicymon XXVIII. („Pteppic“) absolviert in Ankh-Morpork seine Ausbildung zum Assassinen. Kurz nach bestandener Abschlussprüfung muss er, wegen des plötzlichen Todes seines Vaters, in sein Heimatland Djelibeby zurückkehren. Als Nachfolger strebt er grundsätzliche Reformen an, trifft aber auf erbitterten Widerstand. Der Hohepriester Dios, in dieser Funktion bereits bei Pteppics Vater und Urgroßvater tätig, weiß immer besser, was für das Land gut ist. Unter dessen konservativen Einflüsterungen bestellt der Thronfolger die größte jemals gebaute Pyramide zu Ehren des Verstorbenen. Kurz vor der Fertigstellung des Monumentalbaus entlädt sich die bereits angesammelte „temporale Energie“ der Pyramide und das Königreich verschwindet in einer Dimensionsspalte.
Um einen Krieg zwischen den rivalisierenden Nachbarstaaten Tsort und Ephebe, die durch das Verschwinden von Djelibeby plötzlich eine gemeinsame Grenze haben, zu verhindern, muss Pteppicymon das Königreich in die reale Welt zurückbringen. Seine einzige Hoffnung ist es, die große Pyramide fertigzustellen. Die spezifischen Eigenarten der Paralleldimension bewirkten allerdings, dass sowohl sämtliche Götter des djelibebyschen Pantheons Realität gewonnen haben, als auch alle in den Pyramiden eingeschlossenen Pharaonen wieder ins Leben zurückgekehrt sind. Beide Gruppen sind recht verärgert und benehmen sich keineswegs so, wie man es von ehrwürdigen Ahnen oder anbetungswürdigen Gottheiten erwartet. Es bedarf einer grundlegenden generationsübergreifenden Zusammenarbeit, um diese verfahrene Situation wieder ins Lot zu bringen.

## Ausgaben
- Taschenbuch, Heyne, 1991, ISBN 3-453-04505-X
- Hörspiel, Lübbe, 2006, ISBN 3-7857-3131-0